# Epichernes navarroi
Espèce
Epichernes navarroi est une espèce de pseudoscorpions de la famille des Chernetidae.

## Distribution
Cette espèce est endémique du Quintana Roo au Mexique.

## Habitat
Elle se rencontre dans le terrier de Hetemmys  gaumeri et de Peromyscus yuoatanicus.

## Publication originale
- Muchmore, 1991 : Pseudoscorpionida. Diversidad biológica en la Reserva de la Biosfera de Sian Ka'an Quintana Roo, México. Diversidad biológica en la Reserva de la Biosfera de Sian Ka'an Quintana Roo, México. Chetumal, p. 155-173.